# ABC-Paramount
ABC-Paramount war das Musiklabel der American Broadcasting Company (ABC).

## Geschichte
ABC-Paramount wurde 1955 in New York als Tochtergesellschaft der ABC gegründet und deckte eine weite Musikvarietät von Pop über Jazz und Rhythm and Blues bis hin zu Sprachaufnahmen ab.
1959 wurden die Labels Audition Records, Command Performance, Colortone, Grand Award und Waldorf Music Hall aufgekauft. Bis auf Command Performance wurden sie aber bald wieder aufgelöst. Zu Beginn der 1960er Jahre wurde noch ein spezielles Jazzlabel mit Impulse Records, 1966 dann ein Blueslabel mit Bluesway als Tochterunternehmen gegründet.
Wegen seiner weltweiten Vertriebswege nutzten kleinere Labels wie Anchor, Chancellor, Fargo, Sire und Wren Records ABC-Paramount als Vertriebspartner.
Zu den bekanntesten Künstlern des Labels zählten Paul Anka, The Poni-Tails, Lloyd Price, Ray Charles, Cliff Richard, Fats Domino und B. B. King.
1966 wurde das Label in ABC Records umbenannt.

## Künstler
- Amazing Rhythm Aces
- Paul Anka
- The Atlantics
- Kevin Ayers
- Florence Ballard
- Joe Bennett
- Art Blakey
- Blood, Sweat & Tears
- Charles Brown
- Roy Brown
- Brownie McGhee
- Sonny Terry
- Jimmy Buffett
- Jo Ann Campbell
- Carl Carlton
- Betty Carter
- Ray Charles
- Roy Clark
- Ornette Coleman
- John Coltrane
- Billy „Crash“ Craddock
- Jim Croce
- Crosby and Nash
- Danny and the Juniors
- Debbie Dean
- The Dells
- Fats Domino
- Bo Donaldson and the Heywoods
- The Dramatics
- The Elegants
- Frank Fontaine
- Four Tops
- Ferrante & Teicher
- The Fifth Dimension
- Johnny Glasel
- Eydie Gormé
- Richard Harris
- Coleman Hawkins
- Isaac Hayes
- Roy Head
- Eddie Holman
- John Lee Hooker
- Freddie Hubbard
- James Gang
- The Impressions
- B. B. King
- Yusef Lateef
- Steve Lawrence
- Barbara Mandrell
- Shelly Manne
- Marilyn McCoo & Billy Davis Jr.
- Barry McGuire
- Mighty Clouds of Joy
- Clint Miller
- Charles Mingus
- The O’Kaysions
- Oak Ridge Boys
- Pavlov’s Dog
- Paxton Brothers
- Poco
- The Poni-Tails
- Lloyd Price
- Cliff Richard
- Jimmy Reed
- Emitt Rhodes
- Tommy Roe
- Sonny Rollins
- Royal Teens
- Rufus featuring Chaka Khan
- Jimmy Rushing
- Soupy Sales
- Archie Shepp
- Bobby Scott
- Beverly Sills
- Steppenwolf
- Shirley Scott
- Otis Spann
- Dusty Springfield
- Joe Stampley
- Steely Dan
- Three Dog Night
- B. J. Thomas
- Tom & Jerry
- Big Joe Turner
- Eddie Vinson
- Bobby Vinton
- T-Bone Walker
- Kracker
- Joe Walsh
- Josh White
- Chico Williams
- Jimmy Witherspoon
- Jack Scott
- J B Loyd
- Gord Lightfoot
- George Hamilton IV.
- Wayne Walker